# 1900년 하계 올림픽 모터보트
1900년 하계 올림픽 모터보트는 프랑스 파리에서 개최된 1900년 하계 올림픽의 비공식 종목이다. 비공식 종목으로서 진행되었다는 사실 외에는 경기 진행 방식, 세부 종목, 경기 결과 등은 알려져 있지 않다.

## 참고 자료
- Mallon, Bill (1998). 《The 1900 Olympic Games, Results for All Competitors in All Events, with Commentary》. Jefferson, North Carolina: McFarland & Company, Inc., Publishers. ISBN 0-7864-0378-0.

| 올림픽 모터보트 |                                       |           |
|                 | 1900년 하계 올림픽 모터보트 파리 1900 | 다음 대회 |
|                 | 1900년 하계 올림픽 모터보트 파리 1900 | 런던 1908 |